# Величко Максим Костянтинович
Максим Костянтинович Величко (нар. 8 березня 1922 — 13 червня 1996) — Герой Соціалістичної Праці (1966), повний Кавалер Ордена Слави, учасник німецько-радянської війни.

## Життєпис
Максим Величко народився 8 березня 1922 у Катеринославі.
Здобувши неповну середню освіту, вступив до ФЗУ, яку закінчив в 1936 році. Після закінчення ФЗУ став працювати розмітником по металу на машинобудівному заводі в місті Сміла Черкаської області УРСР.
Максима Величка до лав РСЧА призвали в травні 1941 року. Брав участь у боях на фронтах німецько-радянської війни з червня 1941 року. У члени КПРС прийнятий в 1943 році.
З 14 по 15 травня 1944 року під час боїв за село Дороцьке Дубесарського району Молдавської РСР сержант Максим Величко виявив три великокаліберних кулемета, батарею, міномет і спостережний пункт. Завдяки його даним у ході наступу ці озброєння та інженерну споруду знищили. У боях із 15 по 21 травня 1944 сержант брав участь у відбитті контратак гітлерівців, коригуючи вогонь батареї, яка придушила 2 кулеметні точки, батарею і кулемет. У цих боях Максим знищив до 10-ти гітлерівців.
Указом Президії Верховної Ради СРСР від 5 червня 1944 року за зразкове виконання завдань командування в боях із німецько-фашистськими загарбниками сержанта Максима Величка нагородили орденом Слави 3-й ступеня.
17 січня 1945 в боях за польське місто Скерневиці вогнем своєї батареї знищив два міномети і кулемет.
Указом Президії Верховної Ради СРСР от 15 лютого 1945 а за зразкове виконання завдань командування в боях з німецько-фашистськими загарбниками його нагородили орденом слави 2-го ступеня.
У боях за польське місто Кюстрин 12 березня 1945 старший сержант Максим Величко виявив місцезнаходження п'яти німецьких кулеметів і однієї зенітної гармати. Перебуваючи у складі штурмового загону, Величко знищив близько десяти гітлерівців, також захопив кулемет і з нього продовжив вести вогонь. У цьому бою його поранили, але не покинув стрій.
Указом Президії Верховної Ради СРСР від 31 травня 1945 року за зразкове виконання завдань командування в боях з німецько-фашистськими загарбниками старший сержант Величко Максим Костянтинович нагороджений орденом Слави 1-го ступеня, ставши повним кавалером ордена Слави.
Після демобілізації в 1945 році з лав РККА, Максим Костянтинович Величко повернувся в місто Сміла (Черкаська область). Там, працюючи бригадиром розмітників механоскладального цеху Смілянського машинобудівного заводу, перевиконував ті норми, які були встановлені керівництвом.
Указом Президії Верховної Ради СРСР від 4 липня 1966 за успішне виконання завдань сьомого п'ятирічного плану Максиму Костянтиновичу Величко присвоєно звання Героя Соціалістичної Праці з врученням ордена Леніна і медалі «Серп і Молот».
Помер 13 червня 1997 .

## Нагороди та почесні звання
- Медаль «Серп і Молот».
- Орден Леніна.
- Орден Жовтневої Революції.
- Орден Вітчизняної війни 1-го ступеня.
- Орден Червоної Зірки.
- Ордена Слави 1-й, 2-й і 3-го ступенів.
- Почесний громадянин міст Нальчик і Сміла.
- Медалі.